# Trocosaure
Els trocosaures (Trochosaurus) són un gènere extint de sinàpsids del clade dels terocèfals que visqueren al sud d'Àfrica durant el Capitanià (Permià mitjà). Se n'han trobat restes fòssils a la província sud-africana del Cap Occidental. Era un animal de dieta carnívora i aproximadament igual de gros que un llop (50 kg). El nom genèric Trochosaurus significa ‘llangardaix toixó’ en llatí.